# Monte Butler
Il monte Butler (cinese: 畢拿山; inglese: mount Butler) è una collina alta 436 m situata sull'isola di Hong Kong a Hong Kong.